# قصبة حمودة (واد إفلي)
قصبة حمودة هو دُوَّار يقع بجماعة بني امحمد سجلماسة، إقليم الرشيدية، جهة درعة تافيلالت في المملكة المغربية. ينتمي الدوّار لمشيخة واد إفلي التي تضم 26 دوار. يقدر عدد سكانه بـ 95 نسمة حسب الإحصاء الرسمي للسكان والسكنى لسنة 2004.

## روابط خارجية
- البوابة الوطنية للجماعات الترابية نسخة محفوظة 12 مارس 2018 على موقع واي باك مشين.
- المندوبية السامية للتخطيط